# Іскендерун
Іскендеру́н (раніше Александре́тта, тур. İskenderun, грец. Ἀλεξανδρέττα — «Мала Александрія») — місто та район у провінції Хатай на півдні Туреччини.
Населення — 305 тисяч жителів (2008), найбільше місто провінції. Розташовані підприємства чорної металургії, порт.

## Географія
Лежить на узбережжі затоки Іскендерун Середземного моря.

### Клімат
Місто знаходиться у зоні, котра характеризується середземноморським кліматом. Найтепліший місяць — серпень із середньою температурою 28.3 °C (83 °F). Найхолодніший місяць — січень, із середньою температурою 11.7 °С (53 °F).
| Клімат Іскендеруна      | Клімат Іскендеруна | Клімат Іскендеруна | Клімат Іскендеруна | Клімат Іскендеруна | Клімат Іскендеруна | Клімат Іскендеруна | Клімат Іскендеруна | Клімат Іскендеруна | Клімат Іскендеруна | Клімат Іскендеруна | Клімат Іскендеруна | Клімат Іскендеруна | Клімат Іскендеруна |
| Показник                | Січ.               | Лют.               | Бер.               | Квіт.              | Трав.              | Черв.              | Лип.               | Серп.              | Вер.               | Жовт.              | Лист.              | Груд.              | Рік                |
| Абсолютний максимум, °C | 21                 | 25                 | 28                 | 34                 | 39                 | 32                 | 38                 | 37                 | 34                 | 35                 | 30                 | 23                 | 39                 |
| Середній максимум, °C   | 13                 | 15                 | 17                 | 21                 | 23                 | 26                 | 29                 | 30                 | 28                 | 25                 | 20                 | 15                 | 22                 |
| Середня температура, °C | 11                 | 12                 | 15                 | 18                 | 21                 | 25                 | 27                 | 28                 | 26                 | 22                 | 17                 | 13                 | 20                 |
| Середній мінімум, °C    | 8                  | 9                  | 12                 | 15                 | 18                 | 22                 | 25                 | 26                 | 24                 | 19                 | 14                 | 10                 | 17                 |
| Абсолютний мінімум, °C  | 0                  | 0                  | 1                  | 7                  | 10                 | 13                 | 18                 | 20                 | 16                 | 6                  | 3                  | 0                  | 0                  |
| Днів з опадами          | 13                 | 13                 | 13                 | 8                  | 5                  | 3                  | 2                  | 2                  | 4                  | 8                  | 12                 | 14                 | 97                 |
| Днів з дощем            | 13                 | 13                 | 13                 | 8                  | 5                  | 3                  | 2                  | 2                  | 4                  | 8                  | 12                 | 14                 | 97                 |
| ----------------------- | ------------------ | ------------------ | ------------------ | ------------------ | ------------------ | ------------------ | ------------------ | ------------------ | ------------------ | ------------------ | ------------------ | ------------------ | ------------------ |
| Джерело: Weatherbase    |                    |                    |                    |                    |                    |                    |                    |                    |                    |                    |                    |                    |                    |

## Історія
Люди жили у цих місцях з найдавніших часів.
Заснований Александром Македонським як Александрія при Іссі у IV столітті до н. е.
Згодом місто входило до складу різних держав; у XVI столітті він потрапив до складу Османської імперії.
По закінченні Першої світової війни відповідно до рішень конференції у Сан-Ремо в 1920, дана територія перейшла під французьке управління. Відповідно до франко-турецького договору 20 жовтня 1921 Александреттський санджак було виділено в особливу автономну адміністративну одиницю всередині французького мандата, оскільки у ньому, крім арабів і вірмен, проживала значна кількість турків.
7 вересня 1938 на північному заході Сирії на території Александреттського санджаку утворилася Держава Хатай, яку 29 червня 1939 анексовано Туреччиною.

## Цікавий факт
У Іскендеруні відбувається дія фільму Стівена Спілберга «Індіана Джонс і останній хрестовий похід», однак самі зйомки Іскендеруна пройшли у Петрі (Йорданія).